# إلمر بينيت
إلمر بينيت (بالإنجليزية: Elmer Bennett)‏ مواليد 13 فبراير 1970 في إيفانستون، هو لاعب كرة سلة أمريكي سابق. بدأ مسيرته الاحترافية في سنة 1992. تم اختياره من قبل فريق أتلانتا هوكس خلال الدرافت. يبلغ طوله 6 قدم 0 بوصة (1.8 م). اعتزل اللعب في 2008.

## المسيرة الاحترافية
لعب مع كليفلاند كافالييرز في سنة 1995، ثم لعب مع فيكتوريا يبرتاس بيزارو في الدوري الإيطالي في سنة 1995، ثم لعب مع فيلادلفيا سفنتي سيكسرز في سنة 1995، ثم لعب مع هيوستن روكتس في سنة 1996.

## روابط خارجية
- إلمر بينيت على موقع إن بي أي (الإنجليزية)
- إلمر بينيت على موقع سبورتس رفرنس (الإنجليزية)
- إلمر بينيت على موقع الدوري الإسباني لكرة السلة (الإسبانية)
- إلمر بينيت على موقع كرة السلة الأوروبية.كوم (الإنجليزية)
- إلمر بينيت على موقع كلية كرة السلة في سبورتس رفرنس.كوم (الإنجليزية)
- إلمر بينيت على موقع ريلجم (الإنجليزية)
- إلمر بينيت على موقع بروبوليرز (الإنجليزية)
- إلمر بينيت على موقع سبورتس رفرنس (الإنجليزية)